# Ceraclea takatsunis
Ceraclea takatsunis är en nattsländeart som först beskrevs av Kobayashi 1987.  Ceraclea takatsunis ingår i släktet Ceraclea och familjen långhornssländor. Inga underarter finns listade i Catalogue of Life.